# Thomas Behm
Thomas Behm (* 1971 in Wiener Neustadt) ist ein österreichischer Alpinist, Sportkletterer und Autor von Kletterführern.

## Kontroversen
Im September 2010 kam es zu einer Kontroverse rund um angeblich neonazistische oder zumindest sehr doppeldeutige von Behm vergebene Namen für Kletterrouten in Niederösterreich. Diese tragen (auch ganz offiziell) Namen wie Kristalltag (siehe Reichskristallnacht), Swastikaar (siehe Swastika), Besatzerfraß (ein Song von Daniel Giese), Riefenstahl, Heil der Eiche oder Ewiges Reich, da Behm diese als Erstbegeher benennen durfte. Nach einem Bericht des Falter griffen mehrere österreichische Tageszeitungen das Thema auf.
In einer Gegendarstellung auf seiner Homepage wehrt sich Behm gegen die in den Medien erhobenen Vorwürfe: „Die Namensgebung meiner mittlerweile über 800 Neutouren weist verschiedene Einfluesse auf: Okkulte Horrorliteratur […], apokalyptische Denker […], Gedächtniswege für verstorbene Freunde (z. B. ‚Schwarzer Bruder‘), auf die Art der Kletterei Bezogenes (z. B. ‚Antreten zum Verrecken‘, ‚Bunker Schnucki‘), Heidnisches […], einfach nur ‚Triviales‘ […], und nicht zuletzt Namen von Musikgruppen und Liedtiteln von Musikgruppen […], welche ich zum Zeitpunkt der Routenerschliessung gerne hörte […]. Andere Interpretationen meiner Routennamen sind natürlich zulässig, aber nicht in meinem Sinne“.
Am 14. Juli 2021 veröffentlichte der Österreichische Alpenverein eine Presseaussendung wonach sich in den von Behm verfassten Kletterführern "Buckelbuch", womöglich auch im angekündigten "Keltenkalk 4", erneut fragwürdige Routenbezeichnungen finden (Beispiele: Sonnenrad, Negerbrot, Wirtschaftsflüchtling, Heimatschutz, Heimattreu, Köterrasse, Der Nafri mit dem Feuerzeug, Kornblume). Weiters wurden die Bücher von Behm aus dem Sortiment der Geschäftsstellen genommen und die Unterstützung in Form von Bereitstellung von Klettermaterial und Inseraten eingestellt.
Die Naturfreunde veröffentlichten dazu am 21. Juli 2021 eine Aufforderung die Routen umzubenennen und aus den Kletterführern zu entfernen.
Nach einem Bericht der Tageszeitung Der Standard gab Behm an „Opfer einer ‚Hetzkampagne‘, die unmittelbar vor dem Erscheinen seines neuen Kletterbuchs losgetreten worden sei“ zu sein.

## Werke
- Führer für die Flatzer Wand, Wiener Neustadt 1994
- mit Robert Gruber, Bernd Schwanda: Keltenkalk, Verlag Schwanda, Wien 2003, ISBN 3-902-45300-1
- Kletterführer Höllental, Wiener Neustadt 2000
- Kletterführer Hohe Wand, Verlag Österreichischer Touristenklub, Wien 1996
- Kletterführer Höllental, Rax, Schneeberg, Wiener Neustadt 2006
- Topos Fischauer Vorberge, Wiener Neustadt 1994
- Buckelbuch, Wiener Neustadt 2017